# Тагачин
Тагачин (укр. Тагачин) — село в Турийской поселковой общине Ковельского района Волынской области Украины.
До 2020 года входило в Турийский район.
Код КОАТУУ — 0725581306. Население по переписи 2001 года составляет 295 человек. Почтовый индекс — 44803. Телефонный код — 3363. Занимает площадь 1,53 км².

## Известные уроженцы
- Немировский, Леопольд (1810—1883) — живописец, путешественник, каторжанин, участник польского национально-освободительного движения.